# Neapolské království
Neapolské království (latinsky Regnum Neapolitanum, italsky Regno di Napoli), oficiálně Království sicilské (latinsky Regnum Siciliae) bylo historickým státním útvarem na jihu Apeninského poloostrova s hlavním městem Neapolí v letech 1282–1816. Vzniklo po Sicilských nešporách rozdělením původního Sicilského království na ostrovní a pevninskou část. Bylo známo jako Království sicilské před majákem (Regnum Siciliae citra Pharum).
Po celou dobu své existence bylo Sicilské království předmětem bojů mezi Francií a Aragonskou korunou, resp. Španělskem, jejichž dynastie se střídavě ujímaly vlády nad jihem Itálie. Po dvaceti letech bojů byla roku 1302 uzavřena mírová smlouva, kterým byla uznána samostatnost ostrovního Sicilského království v čele s aragonskou dynastií přejmenované na království Trinacria, v praxi „Království sicilské za (messinským) majákem“, zatím co pevninská část dynastie Anjou, jehož formální název sice byl Sicilské království, v praxi však „Království sicilské před majákem“, ale protože již nemělo pod kontrolou ostrov a jeho hlavním městem byla Neapol, je dnes je výlučně známé jako Neapolské království. Ve středověku patřilo toto království k nejbohatším státům Evropy. Jeho nástupnickým státem se stalo Království obojí Sicílie (1816–1861) po sloučení obou Sicilských království. V roce 1861 byl pak tento stát začleněn do sjednoceného Italského království.

## Dějiny

### Vznik
Do roku 1282 náleželo území okolo města Neapole k Sicilskému království, vzniklému v roce 1130 za vlády normanské dynastie Hautevillů. Za vlády anjouovské dynastie došlo v roce 1282 na ostrově Sicílie k povstání, zvanému „sicilské nešpory“. Příčinou byl daňový útlak vlády krále, který se neustále pokoušel o další expanzivní politiku, mimo jiné na území obnovené Byzantské říše. Povstání, podpořené financemi byzantského císaře Michala VIII., bylo úspěšné pouze částečně. Království se totiž rozdělilo na dvě části – ostrovní a pevninskou. Zatímco na sicilský trůn usedl aragonský král Petr III., Anjouovcům zůstala část pevninská.

### Součást aragonských (španělských) držav
V roce 1442 získal od krále Reného z Anjou (posledního kapetovského krále Neapole) vládu v neapolském království aragonský (a sicilský) král z trastamarské dynastie Alfons V. (zde jako Alfons I. Neapolský), který byl jedním z kandidátů po Reného smrti. Tím byla na krátkou dobu opět spojena pod vládu jednoho panovníka území sicilského (ostrovního) a pevninského neapolského království. V té době také patřily aragonské koruně všechna tři (jiho)italská království – Sicilské, Sardinské i Neapolské. Tento stav ale nevydržel dlouho, jelikož Alfons V. oddělil nárok na Neapolsko pro svého druhorozeného syna Ferdinanda I. Ferranteho, který se po jeho smrti v roce 1458 stal králem. Linie založená Ferdinandem I. vládla Neapolsku až do roku 1500, kdy království obsadil francouzský král Ludvík XII., který ho ale již v roce 1504 musel podstoupit aragonskému králi Ferdinandovi II. (zde jako Ferdinand III. Neapolský) když předchozí král Fridrich I. z neapolské linie zemřel. Tak se opět a nyní již trvale dostalo Neapolské království do svazku zemí Aragonské koruny resp. po smrti Ferdinanda II. do panství španělských králů, kde vydrželo až do válek o španělské dědictví.

### Rakouské mezidobí
Tyto války, během kterých proti sobě bojovali Bourbon Filip z Anjou podporovaný Francií a habsburská dynastie a jejich spojenci, vznikly po smrti Karla II., posledního španělského (a také sicilského, neapolského a sardinského) krále z rodu Habsburků. Oběma stranám šlo o to obsadit uprázdněný trůn, jelikož Karel nezanechal dědice. Dědičkou všech zemí španělského impéria se tak stala jeho sestra Marie Tereza resp. její vnuk Filip z Anjou, který se španělským králem nakonec stal jako Filip V. Španělský. Jeho protivník, rakouský Habsburk Karel VI., ale získal na odškodněnou tehdejší Španělské Nizozemí, Neapolsko, Milánsko a Sardinii (roku 1720 vyměněna se Savojskem za Sicílii – takže na 15 let byly Sicílie a Neapolsko opět ovládány společně).

### Opět pod Španělskem
Součástí Habsburské říše bylo království jen 22 let. Karel VI. o ně společně se Sicilským královstvím přišel už v roce 1735 během válek o polské dědictví. Během nich totiž obě jihoitalská království dobyl s otcovou pomocí třetí syn španělského krále Filipa V., parmský vévoda z rodu Bourbonů, Karel Bourbonský (budoucí španělský král Karel III.) a stal se tak neapolským králem Karlem VII. (a zároveň sicilským jako Karel VI., navíc byl po otci legitimnějším panovníkem než Habsburk Karel VI.). Neapolsko-sicilským králem byl Karel VII. (VI.) až do roku 1759, kdy se po smrti nevlastního bratra Ferdinanda VI. stal španělským králem jako Karel III. Neapolské a Sicilské království tedy přenechal svému třetímu, tehdy osmiletému synovi, který vládl jako Ferdinand IV. (sicilský král jako Ferdinand III.) Ten také založil neapolsko-sicilskou větev Bourbonů, která vládla oběma královstvím (s přestávkou za vlády Napoleona) až do roku 1860.

### Napoleonská éra (1806–1815)

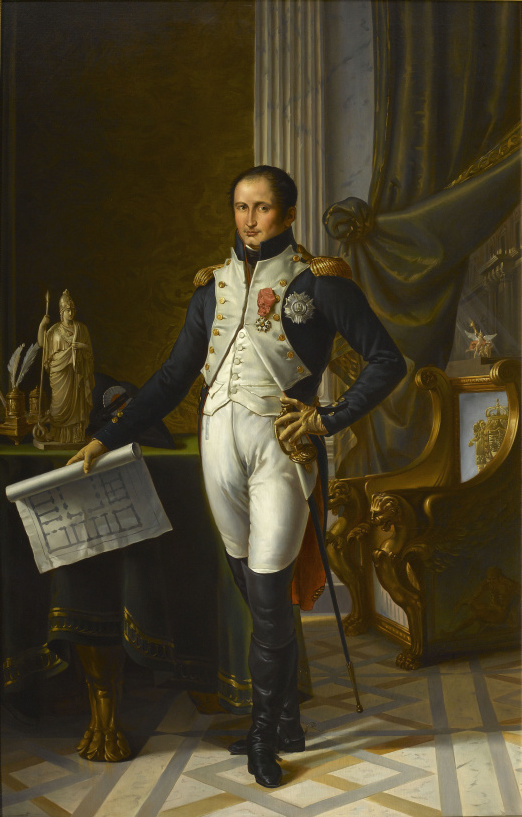
Josef Bonaparte, král neapolský a sicilský, 1808
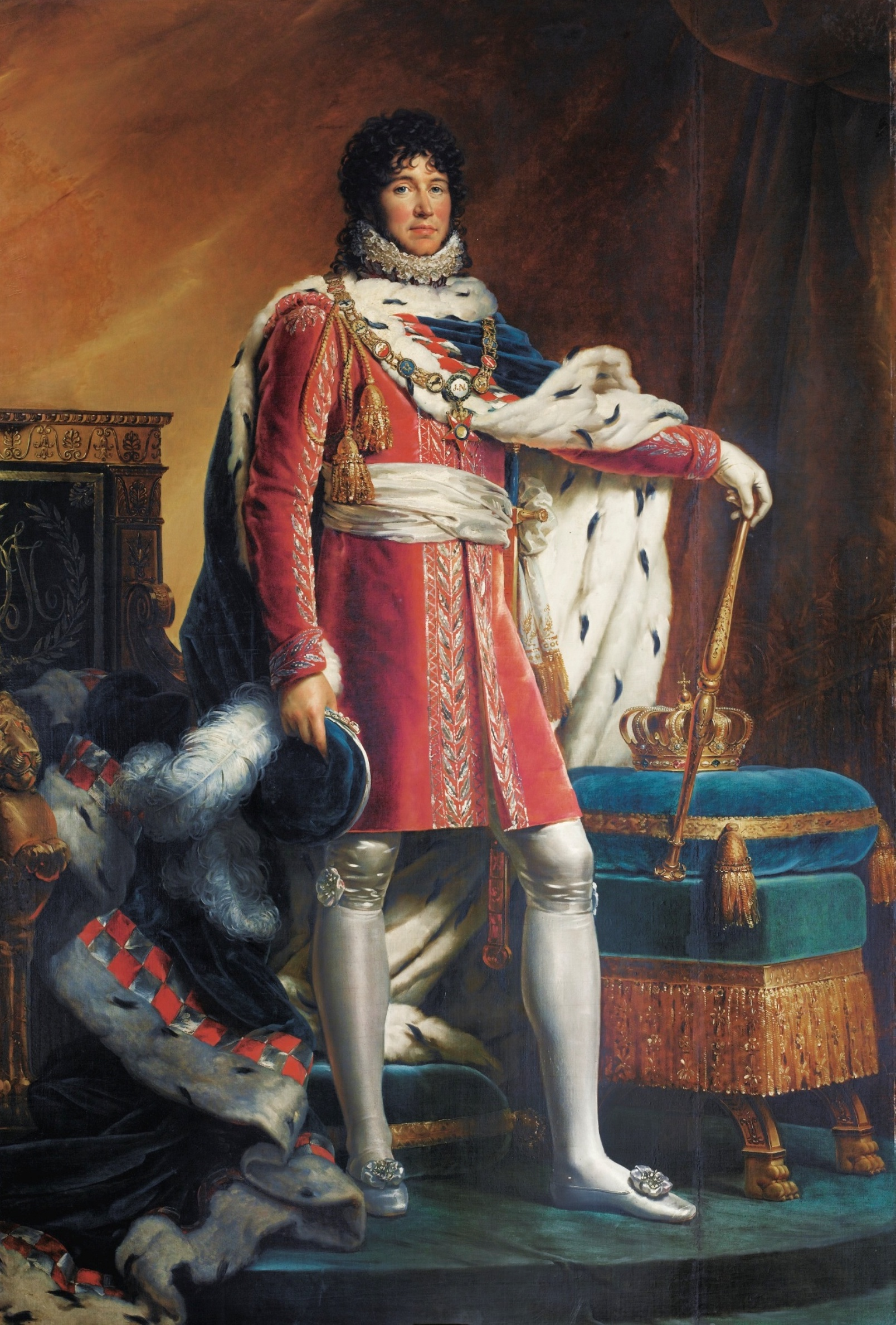
Joachim Murat, král neapolský a sicilský, asi 1812
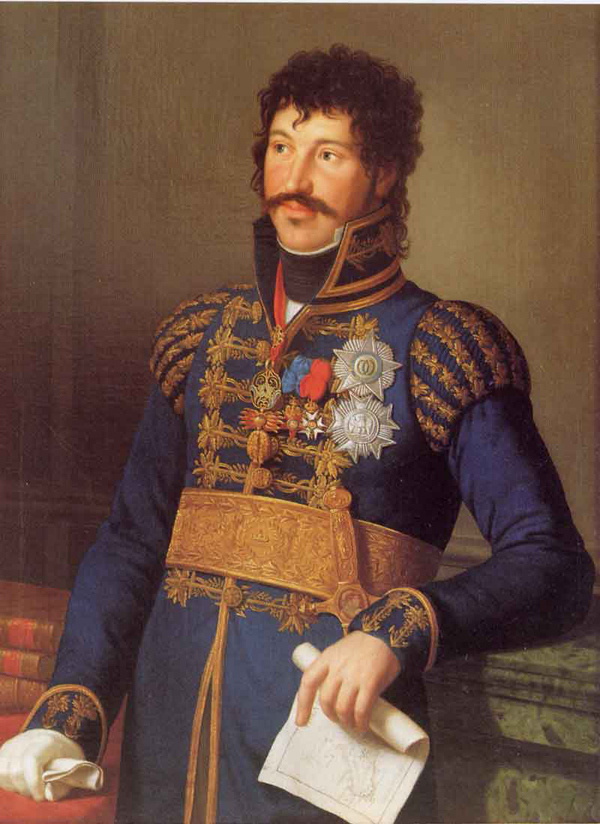
Joachim Murat, král neapolský a sicilský

Ferdinand IV. Neapolský (a III. Sicilský) ale neudržel své království po nástupu Napoleona a jeho invazi do Itálie a tak byla v roce 1799 na území neapolského království ustavena tzv. Parthenopská republika, která však neodolala invazi Ferdinandových sil ze Sicílie v tomtéž roce. Roku 1806 ale Napoleon trvale neapolské království obsadil a Ferdinand se opět stáhl na Sicílii (tj. na 9 let nebyly Sicílie a jih Itálie součástí jednoho státu). Vzápětí učinil Napoleon králem Neapolska svého bratra Josefa, který vládl až do roku 1808, kdy byl jmenován králem španělským a na neapolském trůnu ho nahradil švagr Joachim Murat. Murat se snažil Ferdinandovu Sicílii dobýt, ale ta byla chráněna Brity; naopak, ani Brity podporovaný Ferdinand nebyl s to nějak podstatně ohrozit francouzskou vládu nad Neapolskem.
První Napoleonův pád (1814) ještě J. Murat dokázal politicky přežít, když se dohodl s Rakouskem, že ho na trůnu ponechá. Nicméně, jeho vratká pozice ho přiměla znovu se připojit k Napoleonovi po jeho útěku z Elby (1815). Zahájil Neapolskou válku proti Rakousku, ale v operacích v severní Itálii neuspěl a byl nakonec poražen. Ani poslední zoufalý pokus o znovudobytí země po návratu z exilu mu nevyšel.

### Znovu v rukou Bourbonů
Vídeňský kongres rozhodl o navrácení Neapolského království zpět do rukou Ferdinanda IV. Ten o rok později formálně spojil obě království do jediného útvaru, který dostal jméno Království obojí Sicílie (jelikož oba původní státní útvary se nazývaly královstvím sicilským).

## Symbolika
Po celou dobu své existence bylo Neapolské království v rukou některé cizí dynastie a podle toho se měnila podoba královského znaku i vlajky.

vlajka:
1282–1442 Anjouovci
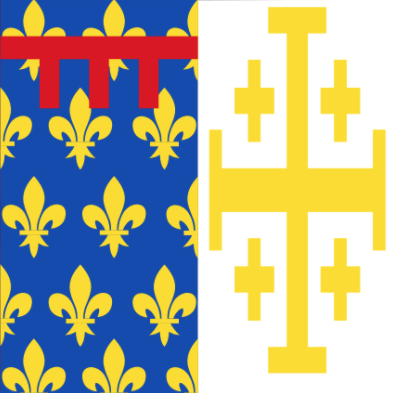
Anjouovci (Anjou-Jeruzalém)
1442–1516 Trastámarové a Aragonská koruna
od roku 1516 Španělská říše v době Habsburků
1714–1738 Svatá říše římská v době Habsburků
1738–1806; 1815–1816 Bourboni
1806–1808 Josef Bonaparte
1808–1811 Joachim Murat
1811–1815 Joachim Murat

znak:
Anjouovci
1501–1505 unie s Francií
1442–1501 1504–1516 Trastámarové a Aragonská koruna
1516–1647 1648–1700
1700–1713
1713–1734
asi 1759–1806
1806–1808 Josef Bonaparte
1808–1815 Joachim Murat